# Phlebiastes kerzhneri
Phlebiastes kerzhneri är en insektsart som beskrevs av Alexander Fyodorovich Emeljanov 1961. Phlebiastes kerzhneri ingår i släktet Phlebiastes och familjen dvärgstritar. Inga underarter finns listade i Catalogue of Life.